# مهتاب کرامتی
مهتاب کرامتی (زادهٔ ۲۵ مهر ۱۳۴۹) بازیگر اهل ایران است. او دانش‌آموختهٔ میکروبیولوژی و دوره‌دیدهٔ بازیگری در سال ۱۳۷۵ نزد امین تارخ است. او از ۱۳۷۶ با بازی در مردان آنجلس به تلویزیون رفت و شناخته شد. مردی از جنس بلور (۱۳۷۷) نخستین حضورش در سینما بود و در ۱۳۸۱–۱۳۸۰ در نمایش‌هایی به کارگردانی مجید جعفری بازی کرد. کرامتی بابت بازی در بیست (۱۳۸۷) توانست سیمرغ بلورین بهترین بازیگر نقش مکمل زن جشنواره فیلم فجر را کسب کند. دیگر نقش‌های شناخته‌تر او عبارتند از زندگی خصوصی آقا و خانم میم (۱۳۹۰)، فرزند چهارم (۱۳۹۱)، اشباح (۱۳۹۲)، ماجان (۱۳۹۳) و جاده قدیم (۱۳۹۶). او در مجموعهٔ تلویزیونی خاک سرخ (۱۳۸۰–۱۳۷۹) نیز حضور داشته‌است.
کرامتی برای نقش‌آفرینی در مرد بارانی (۱۳۷۸)، آلزایمر (۱۳۸۹) و عصر یخبندان (۱۳۹۳) سه بار نامزد دریافت سیمرغ بلورین بهترین بازیگر زن شد. پاداش سکوت (۱۳۸۵)، تردید (۱۳۸۷)، اسب حیوان نجیبی است (۱۳۹۰)، ناخواسته (۱۳۹۲)، ارغوان (۱۳۹۳) و مزار شریف (۱۳۹۳) از دیگر نقش‌هایش هستند.
کرامتی در ۱۳۹۵ با سرمایه‌گذاری در مستند واقعی صفر تا سکو وارد تهیه‌کنندگی فیلم شد. او از سال ۱۳۸۵ تا ۱۴۰۱ سفیر حسن نیّت و صلحِ یونیسف بود. او از کنشگران حقوق زنان و امور اجتماعی آنان است، به مدیریت هنری و داوری روی آورده، به دکلمه‌خوانی پرداخته و در صنعت پوشاک و طراحی مد نیز فعالیت دارد.

## زندگی

### کودکی و تحصیلات
مهتاب کرامتی در ۲۵ مهر ۱۳۴۹ در تهران به دنیا آمد. او از کودکی به بازیگری علاقه داشت و همراه خواهر بزرگترش به بازی و تمرین در خانه می‌پرداخت. نمایش‌های آن دو بر پایهٔ کتاب‌هایی بوده که می‌خواندند، «... که بیشتر شبیه یک بازی بود، برایم به صورت یک خاطره خوش باقی مانده‌است.» «او همیشه لیدر بود؛ ولی کار خیلی جالبی که می‌کردیم این بود که هر بار شخصیت‌های نمایش‌ها را جابه‌جا می‌کردیم؛ یعنی هر بار که نمایشی را دوبار اجرا می‌کردیم، جای شخصیت‌ها را با هم عوض کرده و هر دوی ما هر دو نقش را بازی می‌کردیم. این کار تجربهٔ خیلی لذت‌بخش و خوبی بود.» به خاطر مأموریت پدرش یحیی کرامتی، چند سالی را در محلهٔ گلسار رشت زیست. در دوران مدرسه نیز به تئاتر دانش‌آموزی روی آورد. از پانزده‌سالگی به خاطر قد بلندش به عنوان مراقب امتحان کار کرد و از این راه و تدریس خصوصی درآمد داشت. پس از پایان دبیرستان در سال ۱۳۶۸ به تحصیل در رشتهٔ میکروبیولوژی در دانشگاه آزاد اسلامی واحد تهران شمال پرداخت. در سال دوم دانشگاه با تماشای فیلم هامون به سینما علاقه‌مند شد. پس از دانش‌آموختگی، به دوره‌های بازیگری امین تارخ وارد شد، همچنین از آنجا که ویروس‌شناسی و ژنتیک خوانده بود، به‌واسطهٔ قرارداد همکاری پنج‌سالهٔ (۲۰۰۰–۲۰۰۵م) میان یونیسف با دولت ایران برای تشکیل کمپین اچ‌آی‌وی/ایدز بسته بود، جذب یونیسف شد.
کرامتی به کتاب خواندن دلبستگی دارد، در نمایشگاه کتاب فرانکفورت ۲۰۱۶ شرکت نمود و خود به نشر کتاب و حمایت از آثار می‌پردازد. در بهمن ۱۳۹۱ گفت که به پیاده‌روی، تمرین با تردمیل و شنا می‌پردازد؛ به سلامتی، ثابت ماندن وزن خود، رژیم غذایی و مد اهمیت می‌دهد.

### خانواده و روابط
کرامتی دو خواهر دارد، مادرش استاد دانشگاه و دانش‌آموختهٔ مهندسی صنایع غذایی، خواهر بزرگترش داروساز است. پدرش بازنشستهٔ ارتش است.
او یک بار در سن پایین در نوجوانی پیش از ستاره شدن با بابک ریاحی‌پورِ نوازنده (زادهٔ ۱۳۴۸)، ازدواج نمود. در بهمن ۱۳۹۱ گفت که «سال‌ها پیش ازدواج کرده» است و با وجود اینکه «زندگی خیلی خوبی» با همسرش گذارنده، برای اینکه در سن پایین ازدواج کرده، تأهلش «موفقیت‌آمیز» نبوده و به علت مسیرهای متفاوت شغلی، از یکدیگر جدا شدند؛ ریاحی‌پور در ۱۳۹۰ با آهنگساز جوان دیگری آشنا شده بود.

## پیشه

### ۱۹۹۶–۲۰۰۶: سرآغاز کاری
کرامتی در سال ۱۳۷۵ پس از گذراندن دوره‌های آموزش بازیگری از سوی امین تارخ که با پیشنهاد حبیب رضایی در آن حضور یافت، با بازی در نقش هلن در مجموعه تلویزیونی مردان آنجلس به بازیگری درآمد؛ اوج و معروفیت او در مجموعه تلویزیونی مردان آنجلس در نقش هلن همسر ماکسیمیلیانوس بازی جعفر دهقان بود بازی این دو زیبا و عاشقانه بود سپس برای بار دوم در دوره‌های امین تارخ و مسعود کرامتی حضور یافت تا با تئاتر آشنا گردد.مردی از جنس بلور (۱۳۷۷) نخستین بازی او در یک فیلم سینمایی است. پس از بازی در چهار اثر مردی از جنس بلور (۱۳۷۷)، خاک سرخ (۱۳۷۹)، مومیایی ۳ (۱۳۷۸) و مرد بارانی (۱۳۷۸) به تئاتر بازگشت و یک سال برای تمرین و اجرای تئاتر از سینما دوری نمود. در سال ۱۳۷۹–۸۰ در دو نمایش آنتیگونه و هملت به کارگردانی مجید جعفری بازی داشت، که هر دو نمایش در بخش تئاتر بیستمین جشنوارهٔ فیلم فجر حضور یافت. از جمله دیگر اجراهای او در تئاتر، در تیر-مرداد ۱۳۸۱ برای نمایش هملت همراه میترا حجار بود که ۱۵ اجرای آن در سالن چهارسوی تئاتر شهر برپا گشت. همچنین در ۱۳۸۴ از بازیگران نمایش زکریای رازی به کارگردانی مجید جعفری بود.

نقش‌آفرینی او در شخصیت کبری در کمدی مومیایی ۳ (۱۳۷۸) از بازی‌های متفاوت و غیرمتعارف او نام گرفت، «او در این فیلم کمدی که رگه‌هایی از فانتزی نیز در آن دیده می‌شد، به خوبی توانست نقش دختر جوانی احساساتی و مرفه را بازی کند.» همچنین توانایی او در بازی در سکوت و استفاده از میمیک صورت در این اثر مورد توجه قرار گرفت.

در ۱۳۷۹ در نقش مادر آرش در فیلم بهشت از آن تو بازی نمود و همچنین از گروه بازیگران مریم مقدس انتخاب شد. در سال‌های ۱۳۸۰–۸۱ برای نقش نسیم در ملاقات با طوطی به تمرین و اجرا پرداخت، سپس در ۱۳۸۲ در شاه خاموش نقش آفرید. در ۱۳۸۳ در فیلم‌های هشت‌پا و رستگاری در هشت و بیست دقیقه نقش آفرید.

برپایهٔ یک تحلیل آماری ایسنا به تاریخ ۲۱ آذر ۱۳۸۴ بین بازیگران ۴۴ فیلم سال ۱۳۸۳ و ۴۶ عنوان فیلم سال ۱۳۸۴ با هدف جمع‌بندی ۱۰۰ بازیگر صاحب‌نام سینمای ایران، مهتاب کرامتی چهار بار جای گرفت و در پایان سال ۲۰۰۵م (آذر ۱۳۹۴) از ستاره‌های سینمای ایران نام‌برده می‌شد.

### ۲۰۰۶–۲۰۱۶: پرکاری و شکوفایی

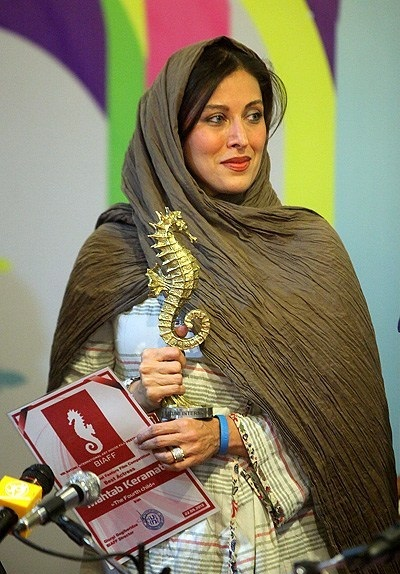
کرامتی در جشنواره بین‌المللی فیلم کودک در اصفهان تقدیر می‌شود، ۱۸ مهر ۱۳۹۲.

در ۱۳۸۵ در سه فیلم حس پنهان، پاداش سکوت و آدم؛ در ۱۳۸۶ در دو فیلم زن‌ها فرشته‌اند و آتش سبز (ناردانه) نقش آفرید. ظرافت‌های بازی و حسِّ پنهان در نگاه در آتش سبز به کارگردانی محمدرضا اصلانی از عوامل موفقیت آن اثر نام برده شده که همراه «درک درست از آن شخصیت»، در برخی صحنه‌ها «حتی نگاه بازیگر و شخصیت به یک عنصر قدرتمند برای بیان مفهوم تبدیل می‌شود.»

در سال ۱۳۸۷ با بازی در چهار فیلم تردید، دوزخ، برزخ، بهشت، بیست و شبانه‌روز، پرکارترین بازیگر زن ایرانی در بیست و هفتمین دوره جشنواره فیلم فجر نام برده شد؛ در همان سال سیمرغ بلورین بهترین بازیگر مکمل را برای نقش‌آفرینی‌اش در شخصیت فیروزه در بیست به خود اختصاص داد.

در ۱۳۸۸ تنها در فیلم آدم‌کش در نقش زنی ظاهر شد که دچار مشکلات روحی-روانی است و برای درمان نزد روان‌پزشک می‌رود. «این شخصیت در آدمکش به شکلی است که تأثیر زیادی در فیلم دارد و حتی زمانی که تصویری از وی دیده نمی‌شود، همه دربارهٔ او صحبت می‌کنند. به نوعی تفکر این شخصیت و صحبت دربارهٔ او روند داستان را پیش می‌برد.»

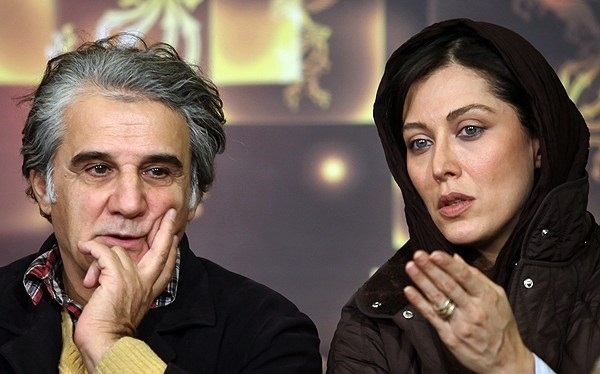
کرامتی و مهدی هاشمی در نشست خبری فرزند چهارم در خلال ۳۱امین جشنوارهٔ فیلم فجر، ۲۰ بهمن ۱۳۹۱.

در ۱۳۸۹ در دو فیلم آلزایمر و چیزهایی هست که نمی‌دانی بازی کرد. در ۱۳۹۰ در دو فیلم اسب حیوان نجیبی است و زندگی خصوصی آقا و خانم میم و تله‌فیلم تلویزیونی آذر (نقش اصلی هم‌نام با عنوان اثر) به بازی پرداخت. سپس در سال‌های ۱۳۹۱–۹۲ در فرزند چهارم، ناخواسته، اشباح و رستاخیز بازی کرد. در در فرزند چهارم او در نقش رؤیا، ستارهٔ سینمایی است که برای عکاسی از کودکان آفریقایی به سومالی می‌رود.

در ۱۳۹۳ در بازی چهار فیلم جامه‌دران، ارغوان، عصر یخبندان (که جزو ده فیلم پرفروش سینمای ایران در سال ۹۴ شد) و مزار شریف شرکت داشت و از بازیگران پرکار شمرده شد. در هر چهار فیلم در چهار شخصیت متفاوت، بازی نمود و به گفتهٔ خودش بازی منیره در عصر یخبندان است که چالش بزرگی برایش بوده.

در مزار شریف، فیلمی دربارهٔ افراطی‌گری‌های طالبان و رویداد کشتار دیپلمات‌های ایرانی در مزارشریف (۱۷ مرداد ۱۳۷۷/ ۸ اوت ۱۹۹۸)، کرامتی نقش اصلی زن افغان را بازی نمود که از بهترین بازی‌های او شمرده می‌شود.

کارنامهٔ نقش‌آفرینی‌های کرامتی در شخصیت‌های گوناگون، او را به بازیگری توانا در اجراهای دشوار تبدیل نمود؛ شیوهٔ خود را برای پذیرش بازی در یک فیلم برپایهٔ خوانش چندبارهٔ فیلم‌نامه، بررسی عمیق شخصیت و دوری از شخصیت‌پردازی‌های مشابه با بازی‌های پیشین خود بیان نمود، با این حال همیشه شروع فیلمبرداری برای او «با اضطراب همراه است و در طول سال‌ها بودن من در سینما، این اتفاق تغییری نکرده‌است.».

### ۲۰۱۶-تاکنون و آغاز تهیه‌کنندگی

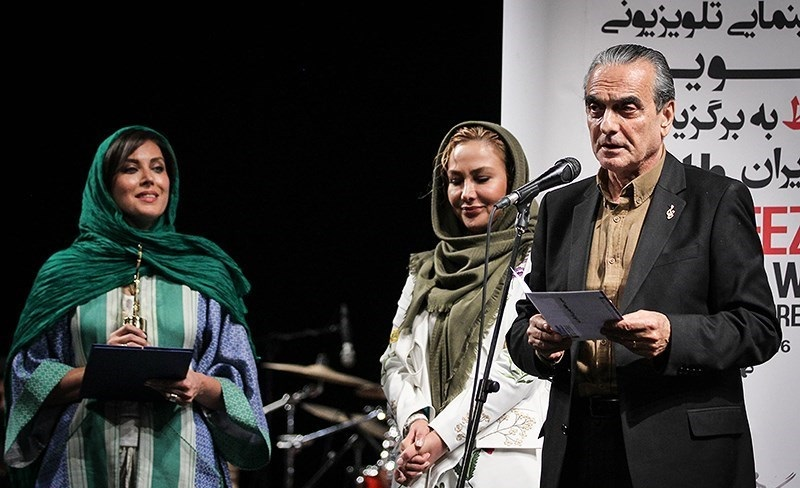
کرامتی جایزه بهترین بازیگر زن را برای بازی در عصر یخبندان از آناهیتا نعمتی و همایون ارشادی دریافت می‌کند، شانزدهمین جشن حافظ، ۳ مرداد ۱۳۹۵.

کرامتی پس از دو سال دوری با ماجان و مرداد در ۱۳۹۵ درخشید.؛ در ماجان، فیلمی که نقش زنان در آن پررنگ است، در نقش مادری ظاهر شد که از معلولیت فرزندش می‌رنجد. او در اسفند ۱۳۹۵ خود را بازیگری با گرایش به شخصیت‌های «نزدیک به مردم و زندگی آن‌ها» نامید که می‌خواهد تجربه‌گرایی را ادامه دهد، «برای من این موضوع بیش از هر چیز دیگری اهمیت دارد.»؛ و دوست دارد در نقش‌های گوناگونی ظاهر شود.

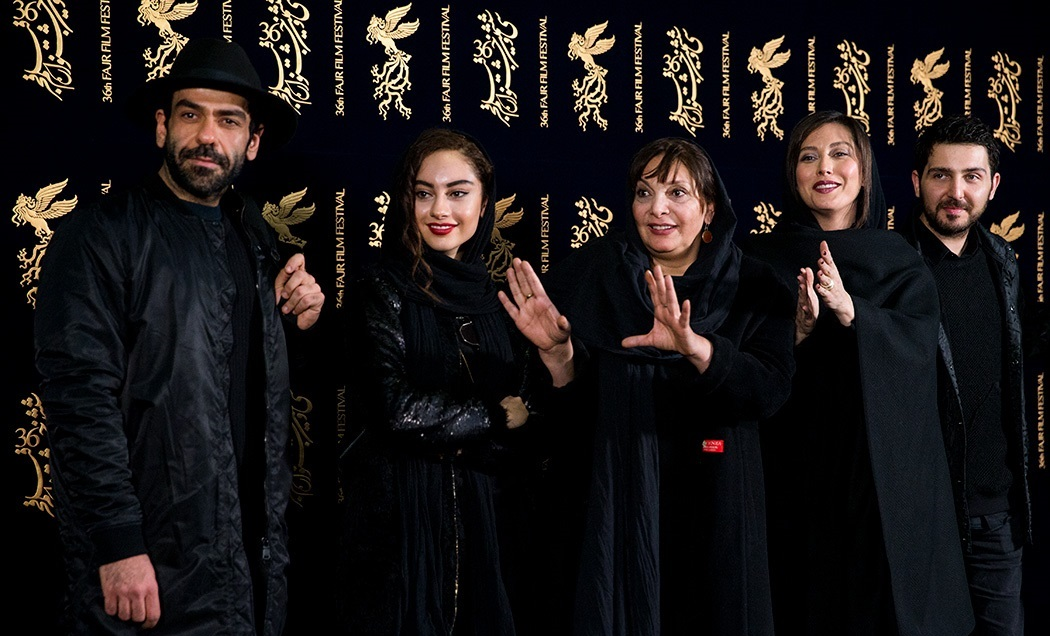
از چپ به راست: بانیپال شومون، ترلان پروانه، منیژه حکمت، مهتاب کرامتی و محمدرضا غفاری (عوامل فیلم جاده قدیم) در سی و ششمین دوره جشنواره فیلم فجر

در اردیبهشت ۱۳۹۶ که او در میان بیست بازیگر بانوی تأثیرگذار سینمای ایران نام‌برده می‌شد، از سال پیش از آن وارد تهیه‌کنندگی و سرمایه‌گذاری گشت. تیک آف و صفر تا سکو نخستین تهیه‌کنندگی‌های اوست که مشترکاً با طهورا ابوالقاسمی انجام گرفته‌است، مستندی واقعی دربارهٔ زندگی و پیشهٔ سه قهرمان ووشو الهه، سهیلا و شهربانو منصوریان؛ «در این فیلم روحیه سرسخت و جنگنده و البته امیدوار خود را به بیننده و مخاطب نشان می‌دهند، روحیه‌ای که باعث بالارفتن پله‌های پیشرفت و در نهایت قهرمانی در رشته ووشو شد.»

در ۱۳۹۶، در مستند مراسم ویژه (همچنین با عنوان پیشین نلسون ماندلا برای همیشه) در نقش شخصیت حقیقی خود، و در دو فیلم جاده قدیم (نقش مینو) و بهت بازی نمود.

جاده قدیم درامی اجتماعی است که به وضعیت بحرانی در خانواده‌ای می‌پردازد که زن کارمند ۴۵ ساله و موفق آن، مینو در شب سال نو مورد تجاوز یک رانندهٔ گذری در خیابان قرار می‌گیرد و دچار مشکلات روحی می‌شود. کرامتی که تنها با این فیلم در جشنواره ۳۶ام فجر شرکت داشت، بیان کرد که برای اجرای نقش اول در آن، تحقیقات میدانی دربارهٔ موضوع فیلم گذرانده (تجاوز جنسی و پنهان‌گری آن) و با قربانیان رویدادهای مشابه گفتگو داشته.

## پیشه‌های دیگر

### کنشگری حقوق کودکان و یونیسف

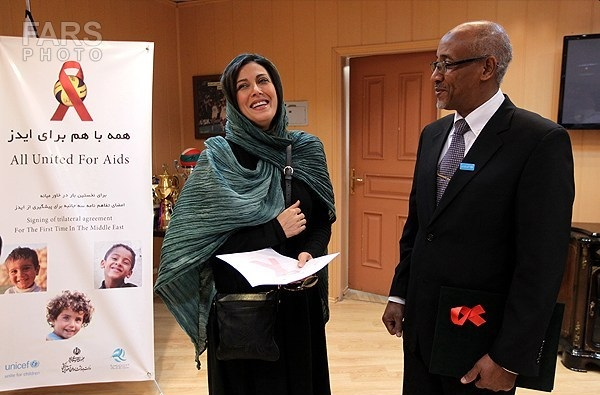
کرامتی و نمایندهٔ یونیسف در ایران، محمد منیر صفی‌الدین به هنگام جلسهٔ امضای تفاهم‌نامهٔ سه‌جانبه میان فدراسیون والیبال، یونیسف و وزارت بهداشت برای اطلاع‌رسانی در مورد بیماری ایدز، ۲۴ دسامبر ۲۰۱۳.

کرامتی از دههٔ ۲۰۰۰ در زمینهٔ حقوق کودکان و آموزش سلامت وابسته به ایدز فعال است و با یونیسف در چارچوب برنامهٔ پنج‌ساله مبارزه با ایدز از (۲۰۰۰–۲۰۰۵م) همکاری داشت. او در سال ۱۳۸۶ برگزارکنندهٔ نخستین جشن روز جهانی کودک در ایران بود.

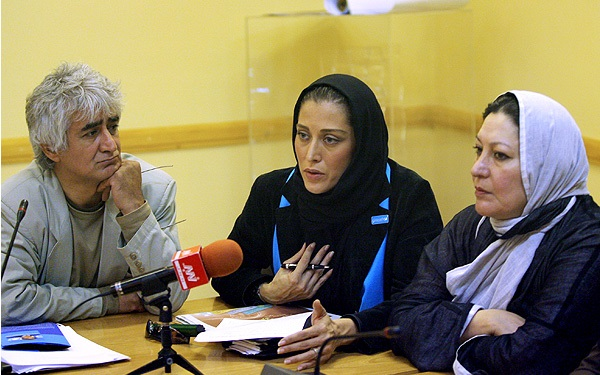
مهتاب کرامتی همراه نگار اسکندرفر و کامبوزیا پرتوی در مراسم روز کودک در خانه هنرمندان ایران، ۱۵ مهرماه ۱۳۸۶.

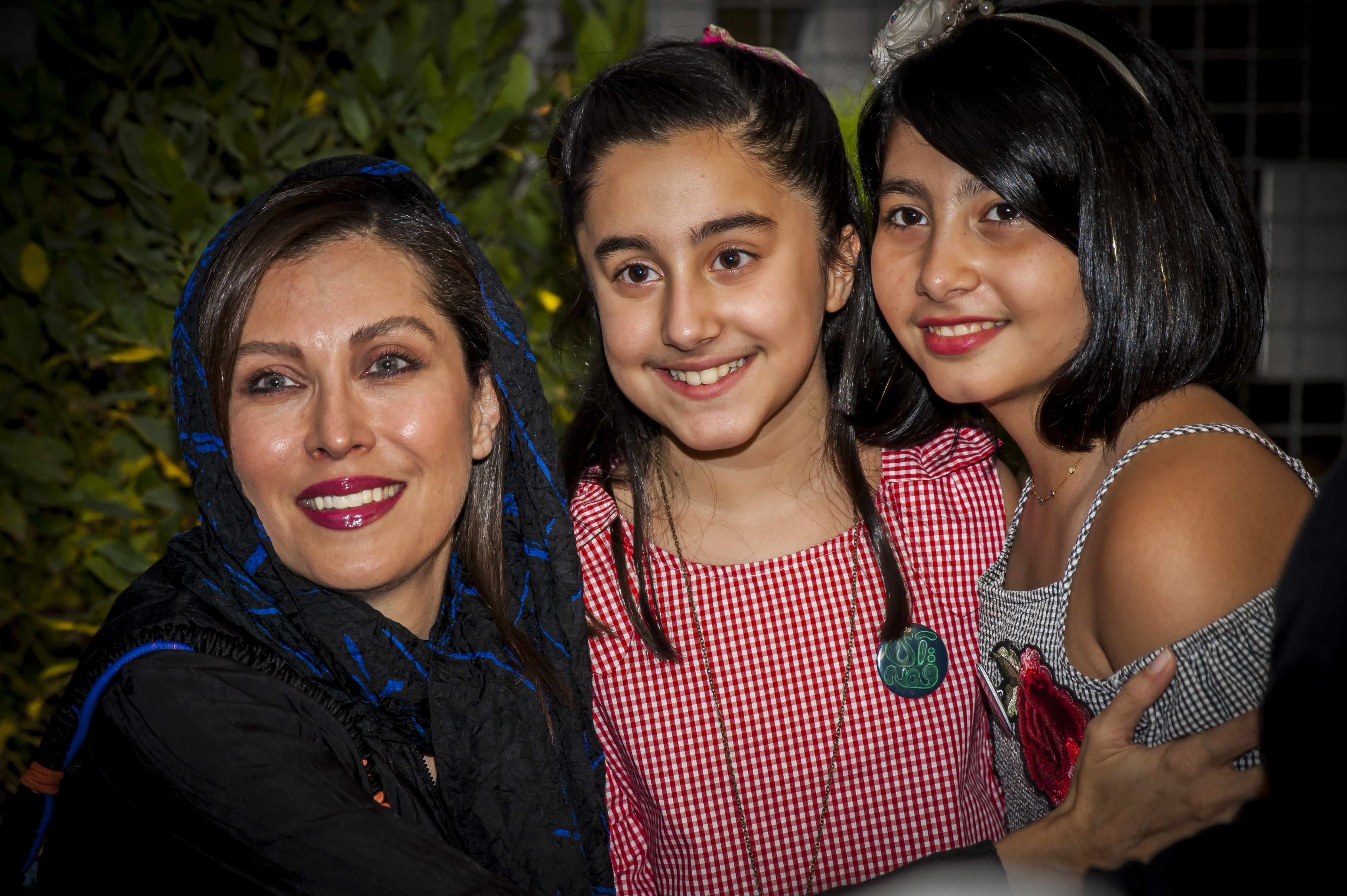
در جشن رونمایی شهر آی قصه - تابستان ۱۳۹۸

او برای پیشینهٔ فعالیت‌های بشردوستانه و پیگیری‌هایش در زمینهٔ آموزش دربارهٔ ایدز و آموزش به کودکان، از سوی دفتر تهران صندوق کودکان ملل متحد (یونیسف) در ۱ سپتامبر ۲۰۰۶/ ۱۰ شهریور ۱۳۸۵ به عنوان سفیر حسن نیّت و صلح منصوب شد. او هنگام انتصاب خود اظهار داشت که خواسته قلبی هر انسانی است که کودک بماند و وظیفه هر انسانی است که عطوفت کودکی را منتشر کند. از جمله مأموریت‌های او در همان سال، برگزاری برنامه‌های آموزشی برای کودکان در استان کرمان پس از زلزلهٔ ۵ دی ۱۳۸۲ بم، تهیهٔ گزارش از کودکان جنگ‌زدهٔ لبنان در سپتامبر ۲۰۰۶ (در پی جنگ ۲۰۰۶ لبنان) بود. مدت دورهٔ انتصاب او دو سال بوده‌است (۲۰۰۶–۲۰۰۸)، با این حال به ادامهٔ مسئولیت خود می‌پردازد، در فروردین ۱۳۹۰ همکاری خود را با یونیسف برای دو سال تمدید کرد. حکم تمدیدشدهٔ همکاری او با یونیسف تابع خواست و توان اوست و تا زمانی که علاقه داشته باشد، معتبر است.
کرامتی رویکردی به فیلم‌های مستند دربارهٔ زمینه‌های کنشگری‌اش دارد، از جمله در فیلم مستند سرخ (۱۳۸۶) به کارگردانی کیوان علی‌محمدی بازی کرد. او با هادی ساعی در این زمینه نیز همکاری داشته‌است.
کرامتی در ۳ شهریور ۱۳۹۳ به عنوان سفیر «کودکان امید»، پویشی از سوی شرکت سامسونگ برای فراهم‌سازی امکانات آموزشی بهتر برای کودکان ایرانی منصوب شد؛ همسویی برنامه‌های این پویش با یونیسف، علت عمدهٔ پذیرش سفیری آن بیان کرد؛ فعالیت‌هایش در این پویش با محوریت آموزش کودکان نابینا با طرح اصلی کتابخانه‌های گویا می‌باشد. او در مصاحبه‌ای در ۱۳۹۵، تأکید کرد که تمام مسائل اجتماعی برایش اهمیت دارد؛ از جمله محیط زیست، آلودگی هوا و حیوان‌آزاری اما فعالیت‌های او در محدودهٔ حقوق کودکان است. کرامتی کشته شدن کودکان در خیزش ۱۴۰۱ ایران را محکوم کرد و گزارش‌هایی در این خصوص به یونیسف داد. او در همین راستا از مقام سفیر حسن نیت و صلح کناره گیری کرد

### کنشگری حقوق زنان

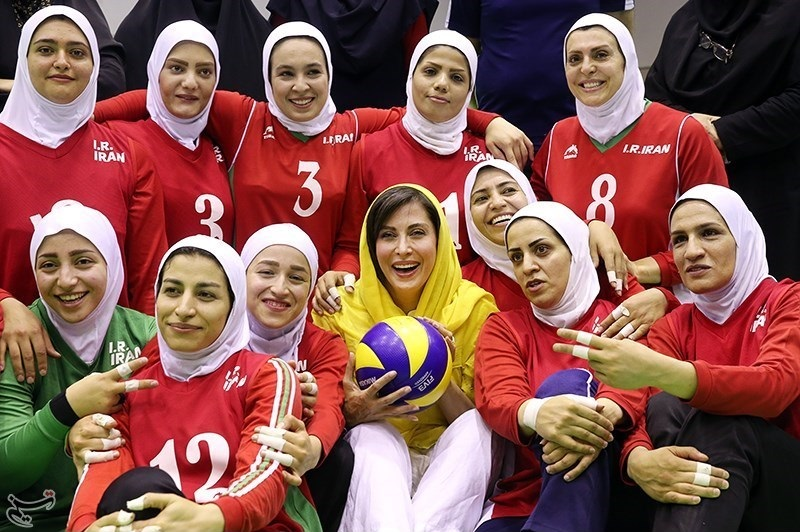
کرامتی در جمع اعضای تیم ملی والیبال نشسته زنان ایران (با شال زرد)

در ۲۹ اردیبهشت ۱۳۸۶ (۱۹ مه ۲۰۰۷) تأکید کرد که فمینیست نیست، به اینکه «زن و مرد باید پایاپای در کنار هم و شانه به شانه فعالیت بکنند» اعتقاد دارد و یکی از اهداف او در یونیسف توانمندسازی بانوان است. در پی تهیه‌کنندگی مستند صفر تا سکو که برای او و همکارش طهورا ابوالقاسمی سه سال و نیم زمان برد، در حوزه حقوق زنان به‌ویژه ورزشکار ورود جدی پیدا کرد، در این باره بیان نموده که آن فیلم «اصلاً نگاه فمینیستی ندارد و فقط می‌خواهیم بگوییم می‌توانیم همپای مردها در صحنه حضور داشته باشیم.» او با حضور در کنار بانوان ورزشکار به حمایت از آنان تأکید کرده‌است؛ از جمله در اردوی تیم ملی والیبال نشسته زنان ایران (۷ شهریور ۱۳۹۵) و دیدار فوتسال ایران و ایتالیا (۳ آذر ۱۳۹۶) حضور یافت و حامی ورزش زنان و حضور زنان در ورزشگاه است. کرامتی از جمله ۱۸۰ امضاکنندهٔ بیانیهٔ اردیبهشت ۱۳۹۶ مدافعان حقوق زنان خطاب به رئیس‌جمهور روحانی بود.

### مدیریت هنری و داوری
او مدیر یک دفتر فرهنگی در تهران به نام «اندیشهٔ پردیس جم» است که با سرمایه‌گذاری او، طهورا ابوالقاسمی و سمیرا علایی تأسیس شده‌است و در زمینه‌های داستانی، مستند، فیلم کوتاه، کار تبلیغاتی و بازیگری فعالیت دارند. از ۱۳۹۱ به مدیریت/کارگردانی هنری می‌پردازد و رویکردی ویژه به فیلم کوتاه و فیلمسازان آن دارد؛ در این زمینه مدیریت هنری دومین و چهارمین جشنوارهٔ «فیلم کوتاه مستقل خورشید» را بر عهده داشت. گرایش او به حمایت از فیلمسازان مستقل در حوزهٔ فیلم‌های بلند سینمایی، مستند و کوتاه است.

کرامتی که از آزادی سینمای مستقل ایران در روز ملی سینما ۱۳۹۲ دفاع نمود، در همان سال در جشنواره‌های گوناگون از اعضای هیئت داوران گمارده شد، از جمله در جشنواره بین‌المللی فیلم‌های کودکان و نوجوانان ۱۳۹۲، فیلم فجر ۱۳۹۲، دهمین دوره جشنواره فیلم مستند و کوتاه رضوی (۱۳۹۴) و پانزدهمین جشنواره بین‌المللی فیلم داکا (داور بخش زنان فیلمساز).

### در موسیقی
او پیشینهٔ همکاری با ارکستر سمفونیک تهران دارد، نخستین بار در ۱۶ دی ۱۳۸۵ دکلمهٔ سمفونی «پیامبر اعظم» ساختهٔ شاهین فرهت را اجرا نمود. در ۱۳۹۴ به عنوان راوی در کنسرت‌های شهرداد روحانی اجراهایی داشت. در فیلم مستند نلسون ماندلا، برای همیشه به کارگردانی میثم شاه‌بابایی نیز به عنوان راوی خواند. در آبان ۱۳۹۴ در موزیک ویدئو قطعهٔ «خمُش باش» با صدای همایون شجریان و آهنگسازی ژانو باغومیان از آلبوم مستور و مست برای نخستین بار نقش آفرید.

### در صنعت پوشاک و طراحی مد
او صاحب یک مزون لباس در منطقهٔ غرب تهران است که از سال ۱۳۷۳ فعالیت دارد و برای یکی از برندهای معروف، به طراحی و تولید لباس می‌پردازد و از ۱۳۸۲ به تولید صنعتی پوشاک وارد شده‌است. در مصاحبه‌ای به تاریخ ۲۲ آذر ۱۳۹۴ گفت که هدفش از تهیه‌کنندگی و بازیگری کسب درآمد نیست و درآمد اصلی‌اش از راه کسب‌وکاری دیگری است، «نمی‌توانم بیزنس‌ام را بگویم چون نمی‌خواهم برایش تبلیغ کنم.» در اسفند ۱۳۹۵ گفت که به دلیل مشغله‌های بسیار این فعالیت را به‌طور کامل به شریک کاری‌اش سپرده‌است. او در مراسم رونمایی از طرح جدید جورجو آرمانی در پاریس حضور داشت.

## فعالیت‌های بشردوستانه و اجتماعی و مدنی
پس از زلزلهٔ ۵ دی ۱۳۸۲ بم به بشردوستی و امور خیریه روی آورده و در ۹ دی ۱۳۸۲، از جمله هنرمندانی بود که در همایشی خیریه برای زلزله‌زدگان بم شرکت داشت.
از ۱۳۹۲، آزادی زندانیان محکوم به قصاص از برنامه‌های است که در زمینه خیریه پیگر آن است و برای جمع‌آوری دیه و رضایت اولیای‌دم تلاش‌هایی داشته‌است. در این باره او با ستاد دیه ارتباط دارد؛ در مصاحبه‌ای منتشرشده در ۱۵ مهر ۱۳۹۲ او تأکید کرد که می‌خواهد به «مقولهٔ مهربانی و بخشش» بپردازد، و به هیچ‌عنوان حقِّ اولیای دم را نادیده نمی‌گیرد و در پی «گذشت و بخشش از حق» از سوی آن‌هاست، «خواهش می‌کنیم مهربان باشند و مهربانی را به جامعه بیاموزند وگرنه قصاص حقشان است و می‌توانند مطابق با آنچه دین به آنها اختیار داده عمل کنند.»، «در خیلی از مسایل زندگی، دین ما حکم داده؛ یعنی ما به‌راحتی هر زمان دچار سرگشتگی شویم می‌توانیم به دینمان رجوع کنیم. فقط در مورد قصاص برعهده خودمان گذاشته شده که انتخاب کنیم.»
در ۱۵ تیر ۱۳۹۵ در نمایشگاه خیریهٔ آثار کارگاه آموزشی نادره حکیم‌الهی (مادر ترانه علیدوستی، سنگ‌تراش و سفالکار) در رشت مشارکت نمود که عواید حاصل از فروش این حراجی-نمایشگاه صنایع‌دستی به پرورشگاه مژدهی اختصاص داده شد. در اکران‌های خیریه نیز مشارکت دارد، بخشی از عواید فروش فیلم صفر تا سکو را به زلزله‌زدگان کرمانشاه اختصاص داد.

## گرایش‌های سیاسی

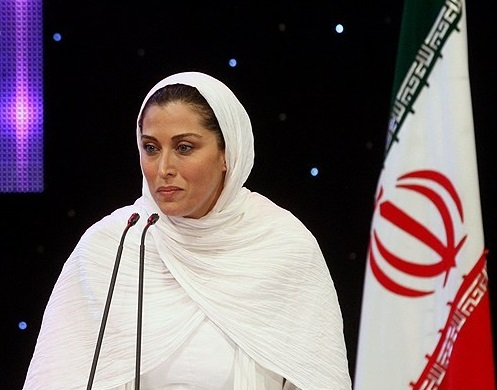
سخنرانی کرامتی در تالار وزارت کشور در خرداد ۱۳۹۳

کرامتی در برنامه‌ای اینترنتی به هنگام سی و ششمین دوره جشنواره فیلم فجر در ۱۴ بهمن ۱۳۹۶ او تأکید کرد که «سیاسی نیست.» او در دور دوم نهمین انتخابات ریاست‌جمهوری ایران (۱۳۸۴) از حامیان اکبر هاشمی رفسنجانی بود. او در ۲۲ خرداد ۱۳۹۳ در جشن «انتظار و امید» (سالگرد پیروزی روحانی در یازدهمین انتخابات ریاست‌جمهوری) برای حمایت از دولت حسن روحانی شرکت و سخنرانی نمود. او به هنگام انتخابات ریاست‌جمهوری ایران (۱۳۹۶) از شخصیت‌های همرأی به حسن روحانی بود، پیش از آن نیز در انتخابات مجلس شورای اسلامی (۱۳۹۵–۱۳۹۴) به لیست امید گرایید.
کرامتی از معترضان ۲۷ تیر ۱۳۹۲ در برابر خانهٔ سینما بود. او در پی فاجعه منا (۱۳۹۴) با حضور در خانه سینما در محکومیت آن پیشگام شد. یادداشتی از او در ۱۰ اردیبهشت ۱۳۹۲ در انتقاد از تحریم‌ها علیه ایران نشر شد و آن را «تأثیرگذار روی حقوق کودکان در ایران و فراتر از اختلافات سیاسی میان دولت‌ها و دولتمردان» و باعث فشار بر کودکانی دانست که «صدای شادی و سلامت آنها پشت درهای سیاست به سکوت» تبدیل شده‌است.

## تقدیرها و نامزدی‌ها
- ۸ اکتبر ۲۰۰۰/ ۱۷ مهر ۱۳۷۹: نامزد بهتر بازیگر زن، دومین جشنواره فیلم‌های کمدی.[۱۱۳]
- ۱۲ دسامبر ۲۰۰۳/ ۲۱ آذر ۱۳۸۲: نامزد بهترین بازیگر زن درام برای بازی در خاک سرخ، هفتمین جشن دنیای تصویر (حافظ).[۱۱۴]
- ۲۲ سپتامبر ۲۰۰۷/ ۳۱ شهریور ۱۳۸۶: تقدیر از سوی خانهٔ فرهنگ ایران در فرانسه.[۱۱۵]
- ۲۳ دسامبر ۲۰۰۷/ ۲ دی ۱۳۸۶: نشان افتخار ملی فعالیت‌های اجتماعی، جشن شب‌چلهٔ چلچراغ.[۱۱۶]
- ۱۰ فوریه ۲۰۰۹/ ۲۲ بهمن ۱۳۸۷: بهترین بازیگر نقش مکمل زن برای بازی در بیست، بیست و هفتمین دوره جشنواره فیلم فجر.[۱۱۷]
- ۱۱ فوریه ۲۰۱۱/ ۲۲ بهمن ۱۳۸۹: بهترین بازیگر زن و دیپلم افتخار برای بازی در آلزایمر بیست و نهمین دوره جشنواره فیلم فجر.[۱۱۸]
- ۲۳ اوت ۲۰۱۳/ ۱ شهریور ۱۳۹۲: بهترین بازیگر زن برای بازی در فرزند چهارم، جشنواره BIAFF (جشنواره بین‌المللی فیلم خانهٔ هنر باتومی).[۱۱۹]
- ۳۱ مه ۲۰۱۵/ ۱۰ خرداد ۱۳۹۴:بهترین بازیگر زن برای بازی در اشباح، جشنوارهٔ ایماجین ایندیا.[۱۲۰][۱۲۱]
- ۲ ژوئن ۲۰۱۵/ ۱۲ خرداد ۱۳۹۴: بهترین بازیگر نقش اول زن برای بازی در عصر یخبندان مشترکاً با آهو خردمند، پنجمین دوره جشنواره فیلم شهر.[۱۲۲]
- ۱ نوامبر ۲۰۱۵/ ۱۰ آبان ۱۳۹۴: دیپلم افتخار برای بازی در عصر یخبندان، انجمن منتقدان و نویسندگان سینمای ایران.[۱۲۳]
- ۲۴ ژوئیه ۲۰۱۶/ ۳ مرداد ۱۳۹۵: بهترین بازیگر زن سینمای ایران، شانزدهمین جشن دنیای تصویر (حافظ).[۱۲۴]
- ۱۷ نوامبر ۲۰۱۶/ ۲۷ آبان ۱۳۹۵: بهترین بازیگر زن برای بازی در مزارشریف، جشنواره بین‌المللی فیلم چنای.[۱۲۵]
- ۱۲ نوامبر ۲۰۱۶/ ۲۲ آبان ۱۳۹۵: نشان فیروزه برای صفر تا سکو مشترکاً با طهورا ابوالقاسمی، دهمین جشنواره بین‌المللی سینماحقیقت.[۱۲۶]
- ۱۸ ژانویه ۲۰۱۸/ ۲۸ دی ۱۳۹۶: تندیس و دیپلم افتخار بهترین مستند بلند برای صفر تا سکو مشترکاً با طهورا ابوالقاسمی، یازدهمین جشنواره فیلم‌های ورزشی ایران.[۱۲۷]